# 1950 في فرنسا
فيما يلي قوائم الأحداث التي وقعت خلال عام 1950 في فرنسا.

## رياضة
- 1 يناير – سباق باريس روبيه 1950
- 2 يوليو – جائزة فرنسا الكبرى 1950 الفائز خوان مانويل فانجيو.

## مواليد

### يناير
- 1 يناير – ألان أبسير روائي فرنسي.
- 1 يناير – ايزابيل ينغارتن ممثلة فرنسية.
- 1 يناير – برنار ديفوشيل
- 1 يناير – ناجية ميحادجي رسامة فرنسية.
- 15 يناير – ماريوس تريسور لاعب كرة قدم فرنسي.
- 25 يناير – جان مارك أيرولت سياسي فرنسي.

### فبراير
- 7 فبراير – دومينيك بروست
- 20 فبراير – جان-بول دوبوا كاتب فرنسي.
- 21 فبراير – أنطوان كرم سياسي فرنسي.

### مارس
- 12 مارس – هوبير ماتيس درّاج طريق فرنسي.

### أبريل
- 15 أبريل – جوزيان بالاسكو
- 21 أبريل – ميشال روجر متسابق دراجات نارية فرنسي.

### مايو
- 14 مايو – برتران بادي عالم سياسة فرنسي.
- 31 مايو – جان تشالوبين مخرج ومنتج أفلام فرنسي.

### يونيو
- 13 يونيو – فيليب فور دبلوماسي فرنسي.
- 21 يونيو – جيرار لونفان ممثل فرنسي.

### يوليو
- 31 يوليو – ريتشارد بيري

### أغسطس
- 8 أغسطس – مارتين أوبري سياسية فرنسية.
- 14 أغسطس – فرانسوا دوبيرون

### سبتمبر
- 11 سبتمبر – كلود ماغني درّاج طريق فرنسي.
- 25 سبتمبر – برنار لي كوك ممثل فرنسي.
- 25 سبتمبر – جويل بيرين ممثل فرنسي.

### نوفمبر
- 21 نوفمبر – برتراند ماير
- 29 نوفمبر – جان فرانسوا بالدي متسابق دراجات نارية فرنسي.

### ديسمبر
- 12 ديسمبر – فيليب ريدون
- 27 ديسمبر – جاك بلوم رياضياتي فرنسي.

## وفيات

### فبراير
- 10 فبراير – مرسيل موس (مواليد 1872)
- 27 فبراير – إيفان جول (مواليد 1891) شاعر ألماني.

### مارس
- 5 مارس – جان سوفاجيه (مواليد 1901)
- 6 مارس – ألبير فرانسوا لوبران (مواليد 1871)
- 30 مارس – ليون بلوم (مواليد 1872) سياسي فرنسي.

### نوفمبر
- 13 نوفمبر – جان ري (مواليد 1925) درّاج طريق فرنسي.

### ديسمبر
- 22 ديسمبر – موريس شيليس (مواليد 1888) درّاج طريق فرنسي.